# Lycaena bergeri
Lycaena bergeri är en fjärilsart som beskrevs av Anton Karl Schindler 1922. Lycaena bergeri ingår i släktet Lycaena och familjen juvelvingar. Inga underarter finns listade i Catalogue of Life.